# Nina Janke
Nina Janke (* 1982 in Münster, Westfalen) ist eine deutsche Schauspielerin, Sängerin und Sprecherin.

## Leben

### Ausbildung und erste Rollen
Nina Janke, die sich ab ihrem 10. Lebensjahr für Musical begeisterte, sang während ihrer Schulzeit im Chor, hatte aber vor ihrer künstlerischen Ausbildung nie Gesangs- oder Tanzunterricht. Ihre ersten Bühnenerfahrungen machte sie während ihrer Abiturzeit in der damals neu gegründeten Theater-AG am Wilhelm-Hittorf-Gymnasium. Nach ihrem Abitur in Münster studierte sie von 2003 bis 2007 an der Bayerischen Theaterakademie August Everding in München, wo sie eine Ausbildung zur Schauspielerin und Musicaldarstellerin erhielt, und schloss dort mit Diplom ab. 2004 bekam sie ein Stipendium des Deutschen Bühnenvereins.
Erste Engagements erhielt sie bereits während ihres Studiums, unter anderem 2004 bei den Bregenzer Festspielen in West Side Story neben Jesper Tydén; außerdem übernahm sie diverse Musical-Rollen in München und Ingolstadt, u. a. als Partnerin von Konstantin Wecker in dessen Kindermusical Pinocchio.
2007 bekam sie gemeinsam mit ihren Kollegen die „tz-Rose“ für besondere Ensembleleistungen in dem Musical Hello Again, eine Produktion des Akademietheaters München nach dem Reigen von Arthur Schnitzler, bei der sie unter der Regie von Silvia Armbruster die Rolle der Hure verkörperte. Für ihr selbst geschriebenes Ein-Personen-Stück Träumst du noch oder lebst du schon, das sie ebenfalls im Rahmen ihres Diploms aufführte, bekam sie eine Auszeichnung.

### Bühnenkarriere
Nach ihrem Diplom gehörte sie ab September 2007 im Berliner Theater des Westens zur Besetzung des Musicals Tanz der Vampire. 2008 folgte ein Engagement am Landestheater Schwaben in Memmingen, wo sie die Ronette in Der kleine Horrorladen spielte. Ab Oktober 2008 sang und spielte sie im Colosseum in Essen die jung gebliebene 40-jährige Hippie-Mama Flora in der Uraufführung von Ich will Spaß!, einem Musical mit den Hits der Neuen Deutschen Welle, mit dessen Ensemble sie auch eine CD aufnahm. In der Spielzeit 2009/10 war sie am Schauspielhaus Düsseldorf engagiert und spielte unter der musikalischen Leitung von Thomas Zaufke die Wiltrude in Ronja Räubertochter. Mit dem Wilddruden-Lied „Ich sags den Schwestern“ ist sie auch mit einem Solo-Lied auf der gleichnamigen Ronja Räubertochter-CD zu hören. 2010 stand sie im Off-Broadway-Theater in München in der Uraufführung des Monodramas Zarah 47 auf der Bühne und wurde mit der „tz-Rose“ und dem „AZ-Stern“ ausgezeichnet. Im Sommer 2010 gastierte Janke bei den Schlossfestspielen Ettlingen in der Doppelrolle der Adriana/Sandra als Draculas Ehefrau in Karel Svobodas Dracula.
Es folgten Musicalengagements als Lisa Wartberg in Ich war noch niemals in New York am Apollotheater Stuttgart, wo sie die jüngste Darstellerin der Rolle überhaupt war, und anschließend bis Oktober 2013 am Metronom Theater in Oberhausen. Im November 2013 trat sie gemeinsam mit dem Musicalstar Kevin Tarte in dessen Programm Life full of music auf. Ab Januar 2015 übernahm sie am Palladium Theater Stuttgart die beiden Hauptrollen der Donna und der Tanja, in denen sie anschließend auch am Theater des Westens in Berlin und bis Anfang Oktober 2015 am Metronom Theater in Oberhausen auftrat.
2017 gab sie ihr Debüt bei den Bad Hersfelder Festspielen, wo sie im Musical Titanic als Millionärin und „Luxuslady“ Charlotte Drake Cardoza die emanzipierte Frau der 20er Jahre darstellte. In der Spielzeit 2017/18 gastierte sie am Theater Trier als Lucy in Brecht/Weills Die Dreigroschenoper. Im September 2018 trat sie am Theater in Kempten (TiK) noch einmal mit ihrem Solo-Musical Zarah 47 auf. In der Revue Berlin, Berlin, die im Dezember 2019 im Berliner Admiralspalast ihre Welturaufführung hatte, spielt Janke die Film-Ikone Marlene Dietrich und geht mit dieser Produktion auch auf Deutschland-Tournee.

### Film und Fernsehen
Von Oktober 2015 bis Februar 2016 besuchte Janke eine Fortbildung für Kamera-Schauspieler am Institut für Schauspiel, Film- und Fernsehberufe (ISFF) in Berlin unter der Leitung von Detlef Rönfeldt.
Für Film und Fernsehen stand sie unter der Regie von Franz Xaver Bogner (in „Der Kaiser von Schexing“) und Caroline Link (in „Im Winter ein Jahr“) vor der Kamera. In der Tansania-Episode der ZDF-Fernsehreihe „Das Traumschiff“ (2017) spielte sie an der Seite Heinrich Schafmeister, Bernd Stegemann und Gabriel Raab.

### Privates
Nina Janke lebt in Essen. Der Musicaldarsteller Jens Janke, mit dem sie 2007 in Berlin in Tanz der Vampire auch gemeinsam auf der Bühne stand, ist ihr Cousin. Janke ist Mitglied im Bundesverband Schauspiel (BFFS).

## Theaterrollen (Auswahl)
- 2009/10: Ronja Räubertochter, Rolle: Wilddrude, Düsseldorfer Schauspielhaus, Regie: Frank Panhans
- 2010: Zarah 47 – Wollt Ihr das totale Lied?, Rolle: Zarah Leander, Off Broadway Theater München, Regie: Silvia Armbruster
- 2010–2013: Ich war noch niemals in New York, Rolle: Cover Lisa Wartberg/Fr. Alteisen, Metronom Theater, Apollo Theater Stuttgart, Regie: Carline Brouwer
- 2013–2015: Mamma Mia!, Rolle:Cover Donna, Tanja, Metronom Theater/Theater des Westens/Palladium Theater, Regie: Paul Garrington
- 2016: Blues Brothers, Rolle: Judy (Aretha Franklin), Kammertheater Karlsruhe, Regie: Ingmar Otto
- 2016–2018: Bibi und Tina, Rolle: Anni Frid – Die Gesangskommissarin, Arena Tournee, Regie: Stefan Huber
- 2017; 2018: Titanic, Rolle: Charlotte Drake Cardoza, Bad Hersfelder Festspiele, Regie: Stefan Huber
- 2017/18: Die Dreigroschenoper, Rolle: Lucy, Theater Trier, Regie: Laura Goldfarb, Tobias Goldfarb, Lisa Quarg (Goldfarb & Goldfarb)
- 2017–2019: Wahnsinn, Rolle: Walk-In Cover Sabine, Jessica, Gabi und Cover alle Schauspielrollen, Tournee, Regie: Gil Mehmert
- 2018:	Zarah – nach mir ist man süchtig (Zarah 47), Rolle: Zarah Leander, TheaterInKempten, Regie: Silvia Armbruster
- 2019/20: Berlin Berlin, Rolle: Marlene Dietrich, Tournee BB Promotion GmbH, Regie: Christoph Biermeier
- 2022: Hedwig and the Angry Inch, Rolle: Yitzhak, Musiktheater im Revier, Inszenierung: Carsten Kirchmeier

## Auszeichnungen
- 2004: Stipendium des Deutschen Bühnenvereins
- 2010: AZ-Stern für die Darstellung der Zarah Leander
- 2010: TZ-Rose für „besondere Leistung auf kulturellem Gebiet“ (Zarah 47)